# Историја Републике Српске (књига)
Историја Републике Српске је монографија двојице професора Чедомира Антића (1974) и Ненада Кецмановића (1947) објављена 2015. године у издању "SAS Intelligence" и "Српске књижевне задруге" из Београда, Књига је штампана у луксузном издању у ограниченом броју примерака. заједно са институцијама Републике Српске. Године 2016. штампано је друго издање књиге у тиражу од 1.000 примерака (Двије круне, Београд). Исте године објављено је ново допуњено издање у 30.000 примерака у издању "Недељника" из Београда, штампано у Бања Луци.
Књига представља научни документ који доноси податке из историје настанка и развоја Републике Српске.

## О ауторима
Чедомир Антић (1974, Београд) је српски историчар, политички активиста и ванредни професор на Одељењу историје Филозофског факултета Универзитета у Београду.
Ненад Кецмановић (1947, Сарајево) је српски политиколог, политички аналитичар, социолог, редовни професор политичких наука, ректор сарајевског универзитета, публициста и члан Сената Републике Српске.

## О делу
Књига представља документ о стварању Републике Српске, о њеном настанку и развоју. Садржи 190 фотографија, илустрација и репродукција као и 44 новиизграђене карте које се односе на разне историјске епохе.
Историја Републике Српске садржи податке о најстаријим временима на простору данашње Републике Српске и Босне и Херцеговине. Део књиге је посвећен борби српског народа за одбрану његових суверених права.
Део књиге је значајно посвећен Првом и Другом светском рату и геноциду који је тада извршен над српскким народом.

### Поглавља у књизи
Главна поглавља у књизи су:
- Држава Српска
- Антика и средњовјековље
- У Османском царству
- Устанци и препород
- Под аустроугарском влашћу
- Сарајевски атентат
- Први свјетски рат
- Врбаска бановина
- Окупација, отпори, грађански рат
- Геноцид у НДХ
- Социјалистичка република
- Вишестраначка СР БиХ
- Стварање државе
- Грађански рат у Босни и Херцеговини
- Република Српска послије 1995. године
- Прве године треће декаде